# Pristomerus spinator
Pristomerus spinator là một loài tò vò trong họ Ichneumonidae.